# Thomas G. Alexander
Thomas G. Alexander (Logan, Utah, 8 de agosto de 1935 (89 años) es un historiador y catedrático estadounidense, profesor emérito de historia occidental en la Universidad de Brigham Young (BYU) en Provo (Utah). Es considerado el líder de la llamada «Nueva Historia Mormona», es un participante activo en la Asociación de Historia del Oeste estadounidense y miembro del consejo de esa asociación. Alexander ha sido galardonado con numerosos reconocimientos por su trabajo fundamentado en la participación mormona en la historia del Oeste estadounidense.

## Personal
Alexander nació en Logan, Utah y criado entre la clase trabajadora de Ogden (Utah). Sirvió una misión proselitista para La Iglesia de Jesucristo de los Santos de los Últimos Días en Alemania.

## Academia
Thomas G. Alexander obtuvo una diplomatura en la Universidad Estatal de Weber, sus grados universitario y Magister Artium de la Universidad Estatal de Utah en Logan, Utah y su PhD de la Universidad de California, Berkeley. Alexander es conocido por ser el autor de la historia oficial del centenario del estado de Utah, en los Estados Unidos, titulado Utah, the Right Place: The Official Centennial History. Es también autor de una biografía del cuarto presidente de la iglesia SUD, Wilford Woodruff, contemporáneo de José Smith, el fundador del movimiento de los Santos de los Últimos Días, líder entre los pioneros mormones y el autor del manifiesto que puso fin a la era de poligamia en el estado de Utah a fines del siglo XIX. Alexander también participó en la producción documental de Public Broadcasting Service sobre el mártir sindicalista Joe Hill.
Alexander ha enseñado en BYU, la Universidad de California, Berkeley, la Universidad de Nebraska, Kearney, la Universidad del Sur de Illinois y la Universidad de Utah. En el año 2004 Alexander dejó BYU después de enseñar por 40 años (1964 — 2004) y sirvió otra misión para su iglesia, de vuelta en Alemania, esta vez junto a su esposa. Desde 2006, Alexander funge como presidente de la socidedad honorífica de historia nacional estadounidense, el Phi Alpha Theta.

## Publicaciones
Thomas G. Alexander es el autor, coautor o editor de 24 libros y monografías y más de 130 artículos históricos. Entre ellos:
- A Conflict of Interests, Interior Department and Mountain West, 1863-1896
- The Rise of Multiple-Use Management in the Intermountain West: A History of Region 4 of the Forest Service
- Mormonism in Transition: A History of the Latter-day Saints, 1890-1930
- Mormons and Gentiles: A History of Salt Lake City con James B. Allen
- Things in Heaven and Earth: The Life and Times of Wilford Woodruff, a Mormon Prophet. Signature Books, Incorporated. Salt Lake City, Utah, reimpresión 1993. ISBN 1-56085-045-0
- Utah: The Right Place
- Line Upon Line: Essays on Mormon Doctrine
- Grace and Grandeur: A History of Salt Lake City
- The New Mormon History: Revisionist Essays on the Past

### Como editor
- Essays on the American West, 1972-1973, Thomas G. Alexander, editor, 1974.
- Manchester Mormons: The Journals of William Clayton, 1840-1842 con James B. Allen
- The Mormon History Association's Tanner Lectures, con Dean L. May, Reid L. Neilson, Richard Bushman (Editor), Jan Shipps (Editor). University of Illinois Press, 2006. ISBN 0-252-07288-X
- Utah's History con Richard Poll, Eugene Campbell, y David Miller